# Synagoga Chaima Janowskiego w Łodzi
Synagoga Chaima Janowskiego w Łodzi – prywatny dom modlitwy znajdujący się w Łodzi przy ulicy Długiej 14, obecnie zwanej Gdańską.
Synagoga została zbudowana w 1902 roku z inicjatywy Chaima Janowskiego. Mogła ona pomieścić 30 osób. Podczas II wojny światowej hitlerowcy zdewastowali synagogę.